# 喀麦隆英语公民社会联盟
喀麦隆英语公民社会联盟（英語：Cameroon Anglophone Civil Society Consortium，简称CACSC）是一个喀麦隆联邦主义运动组织。

## 历史
CACSC由南喀麦隆的律师和教师工会组成。他们反对他们认为对英语地区的语言和普通法制度造成威胁的政策，特别是在学校和法庭上使用法语。2016年10月6日，该组织开始静坐罢工，得到林贝、布埃阿和巴门达等城市和平抗议的支持。这引发了2016年－2017年喀麦隆抗议活动。
2017年1月，喀麦隆政府成立了一个委员会，与由Tasang Tilfred领导的CACSC成员进行对话。在第一次会议上，CACSC拒绝谈话，直到政府释放所有被捕的活动人士。紧随其后的是更多的逮捕行动，引起了成员的谴责。CACSC提出了一个联邦国家的提案草案，该提案要求英语地区具有自治权。1月17日，CACSC根据雷内·伊曼纽尔·萨迪（Rene Emmanuel Sadi）签署的部长令，禁止CACSC和SCNC在喀麦隆活动，其活动被描述为非法，破坏喀麦隆的安全和统一。几天后，CACSC的两名成员Agbor Balla和Fontem Neba被捕。
部分CACSC成员被拘留数月，而其他人则逃离该国并支持将英语地区与喀麦隆完全分离。随着2017年9月喀麦隆英语区危机的的爆发，联邦制失去了活动家的支持。2019年5月，喀麦隆政府宣布准备讨论联邦制的可行性。